# Corinna bonneti
Corinna bonneti là một loài nhện trong họ Corinnidae.
Loài này thuộc chi Corinna. Corinna bonneti được Lodovico di Caporiacco miêu tả năm 1947.